# 두근두근 내 인생
《두근두근 내 인생》은 김애란의 소설이다.